# St. Albertus Magnus (Baddeckenstedt)

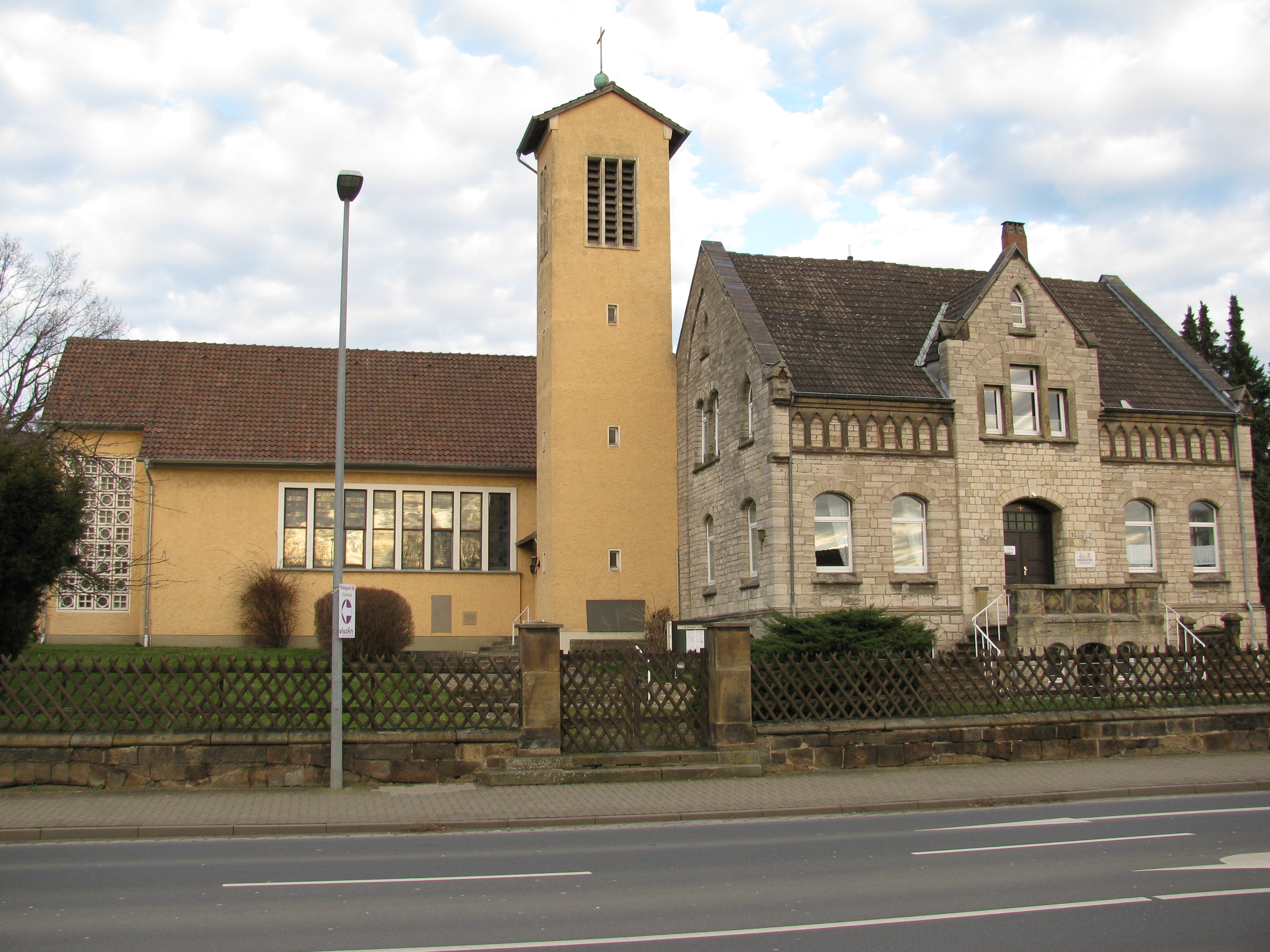
St. Albertus Magnus (links) mit dem ehemaligen Missionshaus und heutigen Pfarrheim

St. Albertus Magnus ist eine römisch-katholische Kirche in Baddeckenstedt im niedersächsischen Landkreis Wolfenbüttel. Das 1957 geweihte Gotteshaus gehört zur Pfarrei St. Hubertus (Wohldenberg) im Bistum Hildesheim.

## Geschichte
Baddeckenstedt lag in dem Teil des Hochstifts Hildesheim, der von 1523 bis 1643 zum Fürstentum Braunschweig-Wolfenbüttel gehörte und in der Reformation lutherisch wurde. Nach der Wiedereingliederung ins Hochstift wurde auf der Burg Wohldenberg eine katholische Amtspfarrei eingerichtet, der auch die wenigen Katholiken von Baddeckenstedt und Umgebung zugeordnet wurden.
Die Industrialisierung des 19. Jahrhunderts (Zuckerfabrik, Konservenfabrik) brachte auch katholische Familien in den Ort. 1888 wurde in Baddeckenstedt eine Missionsstelle eingerichtet, und im Jahr darauf kaufte das Bistum das 1873 gebaute Missionshaus am Nordrand des Ortes an der heutigen Bundesstraße 6. Die Mission wurde abwechselnd von Grasdorf und von Ringelheim aus seelsorgerisch betreut. Auch eine katholische Schule wurde dort eingerichtet, die bis 1939 bestand.
Durch Flucht und Vertreibung nach dem Zweiten Weltkrieg wuchs die Gemeinde sprunghaft an, sodass die Kapelle im Missionshaus nicht mehr ausreichte. 1956 begann neben ihm der Bau der heutigen Kirche nach Plänen des Diözesanbaurats Josef Fehlig. Das ursprünglich vorgesehene Patrozinium St. Franziskus wurde auf Wunsch des neuen Bischofs Heinrich Maria Janssen in das des Dominikaners Albertus Magnus geändert, der u. a. in Hildesheim gelehrt hatte. Janssen weihte die Kirche am 23. Mai 1957. 1988 erfolgte eine Umgestaltung des Innenraums.
Die 1964 gebildete Kuratiegemeinde kam 2004 zur neu gegründeten Pfarrei St. Hubertus Wohldenberg.

## Gebäude
St. Albertus Magnus ist eine schlichte Saalkirche mit ausgeschiedenem rechteckigem Altarraum. Der Glockenturm an der Südostecke bildet die bauliche Verbindung zum alten Missionshaus. Den Innenraum überspannt eine Flachtonne. Ein großflächiger Wandteppich an der Altarwand, angefertigt im Hinblick auf das ursprünglich vorgesehene Patrozinium, zeigt den hl. Franz von Assisi und Szenen aus seinem Leben. Altar und Ambo stammen von 1988.